# 哀公 (杞)
哀公（あいこう、生年不詳 - 紀元前461年）は、春秋時代の杞の君主。姓は姒、名は閼路。僖公の子。紀元前471年、兄の湣公を殺害して自ら即位した。紀元前461年、死去した。在位10年。